# Barbara Thompson
Barbara Thompson (Oxford, 27 juli 1944 - 9 juli 2022) was een Britse fusion- en jazzmuzikante (saxofoon, fluit) en componiste. Ze was de muziekambassadeur van het Verenigd Koninkrijk en geëerd als lid van de Orde van het Britse Rijk. Barbara Thompson was getrouwd met drummer Jon Hiseman van 1967 tot zijn dood in juni 2018.

## Biografie
Barbara Thompson studeerde eerst klarinet, fluit, piano en klassieke compositie aan het Royal College of Music, maar kwam vervolgens naar jazz en saxofoon via de muziek van Duke Ellington en John Coltrane. Ze werkte aanvankelijk in het New Jazz Orchestra en de bands van Graham Collier, Howard Riley, Keef Hartley, John Dankworth en als studiomuzikant bij Colosseum. Na een zwangerschapsonderbreking (zoon Marcus (* 1972), dochter Anna (* 1975)) richtte ze haar eigen band Barbara Thompson's Paraphernalia op, een jazzrock-fusion band met verschillende castleden, waaronder Colin Dudman, Pete Lemer, Dill Katz en haar man op drums.
Verder was ze in 1975 betrokken bij de oprichting van het United Jazz and Rock Ensemble, samen met Wolfgang Dauner, Albert Mangelsdorff, Ian Carr, Charlie Mariano, Ack van Rooyen, Volker Kriegel, Eberhard Weber en Jon Hiseman.
Vanwege de in 1997 vastgestelde ziekte van Parkinson trok ze zich in 2001 met een afscheidstournee terug als actieve saxofoniste. Na een periode waarin ze uitsluitend als componist werkte (maar ook betrokken was bij de opnamen van Cuff Clout van Kate Westbrook), keerde ze in 2003 terug op het podium om tijdens de Tomorrow's Blues-tournee van Colosseum de zwaar ziek geworden Dick Heckstall-Smith († 2004) te vervangen. In 2005 was ze live terug met Paraphernalia op de Never Say Goodbye-tournee, evenals in 2005, 2007, 2010 en 2011 met Colosseum. Nadat ze hier ook een onderbreking moest nemen, kon ze in 2014 weer live optreden dankzij een nieuw medicijn.
Barbara Thompson werkte nauw samen met Andrew Lloyd Webber in musicals zoals Cats en Starlight Express en zijn Requiem. Ze heeft ook verschillende klassieke composities geschreven (zoals die voor Evelyn Glennie), film- en televisiemuziek, haar eigen musical en stukken voor het United Jazz and Rock Ensemble, Barbara Thompson's Paraphernalia en haar Big Band Moving Parts. Haar lyrische bewerkingen Love Songs In Age (naar teksten van de Engelse dichter Philip Larkin) werden door The Times gevierd als het absolute hoogtepunt van het London Jazz Festival in 1995.
Ze overleed een paar weken voor haar 78e verjaardag.

## Discografie

### Solo/Paraphernalia
- 1978: Barbara Thompson's Jubiaba Barbara Thompson
- 1978: Paraphernalia Barbara Thompson's Paraphernalia
- 1979: Wilde Tales Barbara Thompson's Paraphernalia
- 1980: Paraphernalia Live, Barbara Thompson's Paraphernalia
- 1982: Mother Earth Barbara Thompson
- 1984: Pure Fantasy Barbara Thompson's Paraphernalia
- 1985: Live im Berliner Metropol-Theater Barbara Thompson's Paraphernalia
- 1986: Heavenly Bodies Barbara Thompson
- 1988: A Cry From The Heart Barbara Thompson's Paraphernalia
- 1990: Songs From The Center Of The Earth Barbara Thompson
- 1991: Breathless Barbara Thompson's Paraphernalia
- 1993: Everlasting Flame Barbara Thompson's Paraphernalia
- 1995: Barbara Song Barbara Thompson and the Medici String Quartet
- 1995: Lady Saxophone Barbara Thompson's Paraphernalia
- 1998: Shifting Sands Barbara Thompson's Paraphernalia
- 2000: Thompson's Tangos and other soft Dances Barbara Thompson's Paraphernalia
- 2003: In the Eye of a Storm Barbara Thompson's Paraphernalia
- 2005: Never say goodbye Barbara Thompson's Paraphernalia
- 2005: Chapter and Verse The Best of Barbara Thompson's Paraphernalia

### Colosseum
- 1969: Valentyne Suite
- 1970: Daughter of Time
- 2007: LIVE05
- 2014: Time On Our Side

### Barbara Thompson/Rod Argent
- 1982: Ghosts
- 1985: Shadow Show

### Verdere
- 1968: Angle Howard Riley Trio
- 1970: Michael Gibbs Michael Gibbs
- 1971: Little Big Band Keef Hartley Band
- 1976: Kaleidoscope Of Rainbows Neil Ardley
- 1976: The Roaring Silence van Manfred Mann's Earthband
- 1978: Harmony of the Spheres Neil Ardley
- 1979: Tell Me On a Sunday Marti Webb
- 1980: Chance Manfred Mann's Earth Band
- 1983: Cool Cat Jeff And Friends Wohlgenannt

- Bibliothèque nationale de France: cb11926558d (data)
- Gemeinsame Normdatei: 134539338
- International Standard Name Identifier: 0000 0000 8256 2971
- Library of Congress Control Number: n85072606
- MusicBrainz: 9712a435-209f-41ce-8c94-c098c35d5fa9
- Nationale bibliotheek van Australië: 41897077
- Nationale Bibliotheek van Israël: 987007325751005171
- Nederlandse Thesaurus van Auteursnamen: 101022964
- Système universitaire de documentation: 027161986
- Virtual International Authority File: 11649938
- WorldCat: E39PBJvXkHQGqpPYQvhyYVhfv3